# Университет архитектуры и урбанизма имени Иона Минку
Университет архитектуры и урбанизма имени Иона Минку (рум. Universitatea de Arhitectură și Urbanism Ion Mincu) — государственное высшее учебное заведения Румынии для подготовки специалистов в области архитектуры, градостроительства и урбанизма. Носит имя Иона Минку, одного из пионеров румынской Школы архитектуры, и самой профессии архитектора.
Находится в г. Бухаресте.

## История

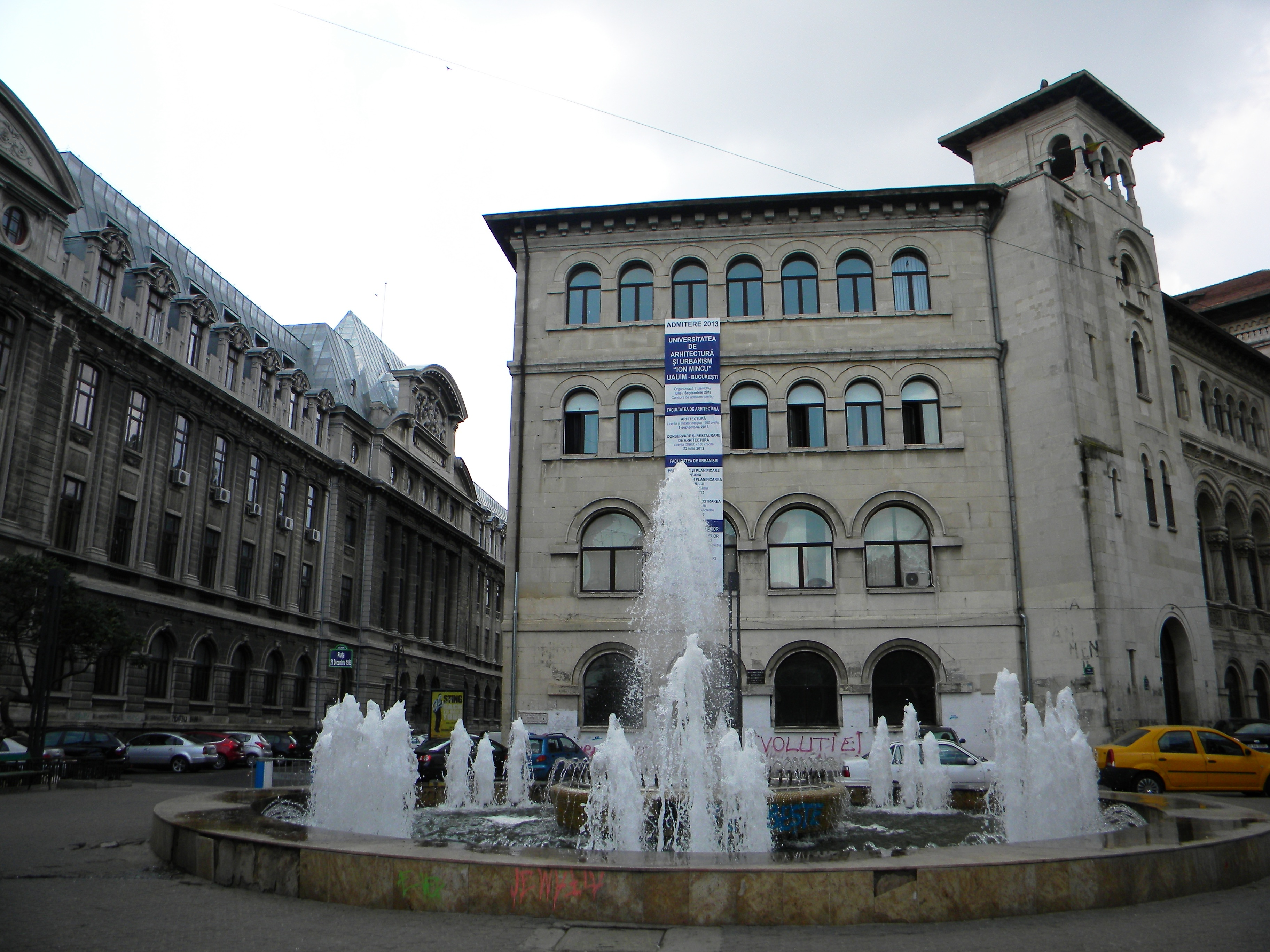
Факультет архитектуры

Является старейшим и ведущим учебным заведением в этой области в Румынии. Продолжает давнюю традицию местного архитектурного высшего образования, основа которого тесно связана с развитием современной Румынии и установлением её новой культурно-институциональной структуры во второй половине XIX-го века.
В Румынии архитектурное образование была впервые официально возникло в 1864 году, на основании закона, выданного господарем А. Куза. До этого архитектуру изучали, в основном, в Парижской Школе изящных искусств (первым из них был Ион Минку в 1883 году). закон заложил основы создания Национальной школы архитектуры и Высшей школы архитектуры в Бухаресте.
В 1892 году Румынское общество архитекторов создало частную школу архитектуры под руководством Иона Минку. Реформа образования в 1897 году преобразовала частную школу в Национальную школу архитектуры (финансируемую правительством) в качестве части Национальной Школы изящных искусств; в 1904 году она стала самостоятельным учреждением — Высшей школой архитектуры.
В 1931 году Школа была переименована в Академию архитектуры. В 1938 году Академия архитектуры была интегрирована в Политехническую школу в Бухаресте, под названием факультета архитектуры. Кроме того, в 1943—1948 г. действовала специальная программа, посвящённая изучению урбанизма.
В 1948 году факультет архитектуры стал независимым под новым названием — Институт архитектуры. После короткого периода независимости, он был включен в недавно созданный инженерно-строительный институт и переименован в факультет архитектуры ИСИ.
В 1952 году факультет архитектуры Инженерно-строительного института в Бухаресте, был преобразован в университет и стал называться Университетом архитектуры и урбанизма имени Иона Минку.

## Структура
В составе университета 3 факультета:
- Факультет архитектуры
- Факультет архитектуры интерьера
- Факультет Градостроительства и ландшафта
- а также Отделение перспективных исследований

Общее количество студентов составляет в год около 3000 чел.